# Uvarovacris gammaduensis
Uvarovacris gammaduensis är en insektsart som först beskrevs av Henry, G.M. 1933.  Uvarovacris gammaduensis ingår i släktet Uvarovacris och familjen gräshoppor. Inga underarter finns listade i Catalogue of Life.